# Chamaecrista caribaea
Chamaecrista caribaea är en ärtväxtart som först beskrevs av Alice Belle Rich Northrop, och fick sitt nu gällande namn av Nathaniel Lord Britton. Chamaecrista caribaea ingår i släktet Chamaecrista och familjen ärtväxter. IUCN kategoriserar arten globalt som sårbar.

## Underarter
Arten delas in i följande underarter:
- C. c. caribaea
- C. c. inaguensis
- C. c. lucayana